# Bohemian Rhapsody
Bohemian Rhapsody je skladba britské kapely Queen, jejímž autorem je zpěvák skupiny Freddie Mercury. Nachází se na albu „A Night at the Opera“ z roku 1975 a vydána byla téhož roku i jako singl. Později ji převzali další interpreti.
Je složena ze 3 rozdílných písní. Původně Freddie Mercury s Bohemian Rhapsody zamýšlel jako s kovbojskou písní.
Nahrávání této jediné skladby trvalo tři týdny. To je doba, za kterou se může natočit celé album. Skladba se stala hitem navzdory tomu, že je velmi dlouhá – téměř šest minut je dvojnásobek obvyklé délky singlu v tehdejší době.
Freddie Mercury napsal celý singl sám, včetně basové linky, bicích. Slavného kytarového sóla se ujal kytarista Brian May.
Skladbu měl Mercury v hlavě a poznámky k ní si sepsal na zadní stranu telefonního seznamu.
Známé mnohohlasy v operní části nazpívali Freddie Mercury, Roger Taylor a Brian May.
„Bohemian Rhapsody“ se stala v Británii písní číslo 1 hned dvakrát. Poprvé v roce 1975 po svém uvedení a podruhé v roce 1991 po Mercuryho smrti, kdy byla vydána jako „double A-side“ singl spolu s písní „These Are the Days of Our Lives“. Dočkala se mnoha cover verzí a byla použita v mnoha filmech (např. Waynův svět, 1992).
Skladba byla výjimečným přínosem i po jiné stránce. V roce 1975 se skupina Queen nemohla dostavit na Top of the Pops vysílané britskou BBC. Pro tento účel bylo vytvořeno promo video, které dalo základ pro moderní hudební Videoklipy. Obsahovalo několik na dnešní dobu jednoduchých trikových sekvencí a ústředním tématem byl námět z obálky druhého alba skupiny Queen II.
Queen tuto skladbu hráli živě od roku 1975 (poprvé v rámci A Night at the Opera Tour) do roku 1986 (naposledy na koncertě Live at Knewbort Park v rámci Magic Tour).

## Obsazení nástrojů
- Freddie Mercury – klavír, zpěv
- Brian May – elektrická kytara (Red Special), zpěv
- Roger Taylor – bicí, zpěv
- John Deacon – basová kytara

## Struktura skladby
Píseň se skládá ze tří různých částí a kombinuje prvky hard rocku a opery.

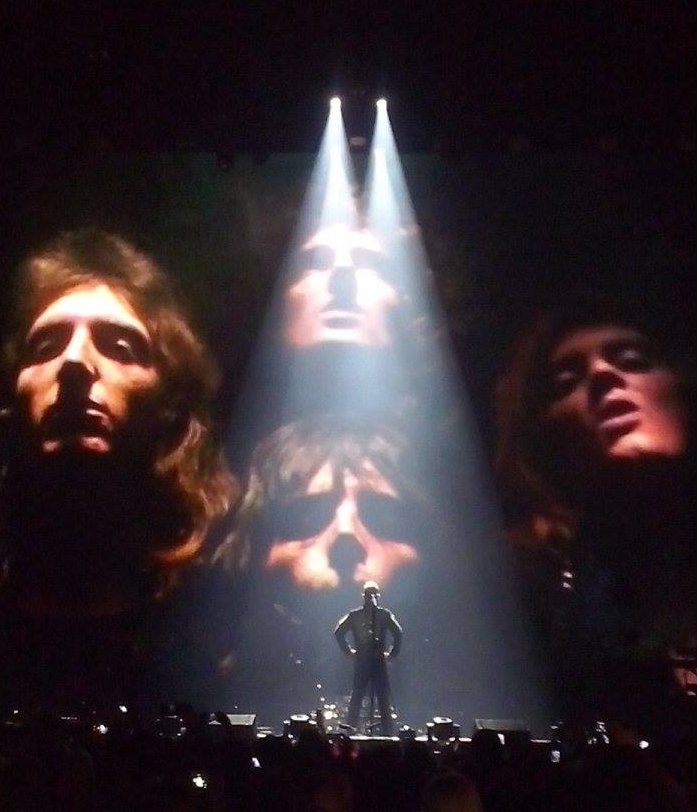
Robbie Williams zpívající tuto píseň (v pozadí s Queen)

Skladbu lze rozčlenit na dílčí části:
- Intro (0:00-0:49)
- Baladická část (0:49-2:37)
- Kytarové sólo (2:37-3:05)
- Operní část (3:05-4:07)
- Rocková část (4:07-4:54)
- Outro (4:54-5:55)